# Maxime Camara
Mamadouba Resmu Camara, meglio conosciuto come Maxime Camara (Kissidougou, 4 febbraio 1945 – Rabat, 29 marzo 2016), è stato un politico e calciatore guineano, di ruolo attaccante.
Con Chérif Souleymane e Ibrahima Sory Keita fu una delle colonne offensive dell'Hafia e della nazionale della Guinea negli anni '60 e '70 del XX secolo.

## Biografia
Era sposato con Aminata Touré, figlia di Ahmed Sékou Touré, presidente della Guinea dal 1958 al 1984. Al ritiro dal calcio giocato, divenne capo del gabinetto del ministero della Cooperazione internazionale. Dopo la morte di Touré, a seguito del colpo di Stato in Guinea del 1984 fu costretto ad andare in esilio in Marocco.
È morto nel 2016, dopo essere stato per anni paralizzato a causa di un infarto, a Rabat, in Marocco.

## Caratteristiche tecniche
Era un'ala sinistra mancina molto abile nelle finte, veloce ed elegante che preferiva giocare lungo le fasce. Era dotato anche di un ottimo tiro che sfruttava per segnare dalla distanza.

## Carriera

### Club
Ha giocato per l'intera carriera nell'Hafia. Con il suo club ha dominato il calcio guineano ed africano per tutti gli anni '70, vincendo quattro campionati nazionali e la Coppa dei Campioni d'Africa 1972, battendo in finale gli ugandesi del Simba. Ha lasciato il calcio giocato al termine della stagione 1974.

### Nazionale
Con la nazionale della Guinea ha giocato 24 incontri, segnando 5 reti. Con la nazionale olimpica ha partecipato al torneo olimpico disputatosi in Messico nel 1968. Con la sua nazionale, pur non superando la fase a gironi ha vinto un incontro, contro la Colombia, e segnato una rete contro la Francia.
Ha inoltre partecipato con la sua nazionale alla Coppa delle nazioni africane 1970, non superando la fase a gironi.

## Statistiche

### Cronologia presenze e reti in nazionale[6]
| Cronologia completa delle presenze e delle reti in nazionale ― Guinea | Cronologia completa delle presenze e delle reti in nazionale ― Guinea | Cronologia completa delle presenze e delle reti in nazionale ― Guinea | Cronologia completa delle presenze e delle reti in nazionale ― Guinea | Cronologia completa delle presenze e delle reti in nazionale ― Guinea | Cronologia completa delle presenze e delle reti in nazionale ― Guinea | Cronologia completa delle presenze e delle reti in nazionale ― Guinea | Cronologia completa delle presenze e delle reti in nazionale ― Guinea |
| Data                                                                  | Città                                                                 | In casa                                                               | Risultato                                                             | Ospiti                                                                | Competizione                                                          | Reti                                                                  | Note                                                                  |
| --------------------------------------------------------------------- | --------------------------------------------------------------------- | --------------------------------------------------------------------- | --------------------------------------------------------------------- | --------------------------------------------------------------------- | --------------------------------------------------------------------- | --------------------------------------------------------------------- | --------------------------------------------------------------------- |
| 7-2-1970                                                              | Wad Madani                                                            | Egitto                                                                | 4 – 1                                                                 | Guinea                                                                | Coppa d'Africa 1970 - 1º turno                                        | -                                                                     |                                                                       |
| 9-2-1970                                                              | Wad Madani                                                            | Congo-Kinshasa                                                        | 2 – 2                                                                 | Guinea                                                                | Coppa d'Africa 1970 - 1º turno                                        | -                                                                     |                                                                       |
| Totale                                                                |                                                                       | Presenze                                                              | 2                                                                     |                                                                       | Reti                                                                  | 0                                                                     |                                                                       |

## Palmarès

### Competizioni nazionali
- Campionato guineano: 4

Hafia: 1971, 1972, 1973, 1974

### Competizioni internazionali
- CAF Champions League: 1

Hafia: 1972